# Рамблер
«Ра́мблер» (до 2016 — Rambler, в переводе с англ. — «странник», «бродяга», «праздношатающийся человек») — медийно-сервисный интернет-портал, включающий в себя новостной агрегатор, тематические вертикали, бесплатную почтовую службу, поисковую систему, гороскопы и различные другие сервисы.
Появившись в 1996 году как поисковая система, он быстро завоевал популярность и оставался ведущим игроком на рынке поиска России вплоть до 2011 года. «Рамблер» запустил первый в Рунете рейтинг-классификатор (Rambler Top100), первый интернет-портал, первым среди российских интернет-компаний вышел на биржу.
В 2012 году философия портала была полностью переосмыслена — «Рамблер» стал медиапорталом персонализированных новостей. Вошёл в группу компаний Rambler&Co, образованную в мае 2013 года в результате объединения активов «Афиши-Рамблер» (ранее входила в холдинг «ПрофМедиа» Владимира Потанина) и SUP Media Александра Мамута.
«Рамблер» четырежды завоёвывал «Премию Рунета».
По данным на июль 2013 года, «Рамблер» занимал 11-е место по популярности среди сайтов России (по другим данным — 9-е). Месячная аудитория «Рамблера» в 2015 году составляла 26 миллионов человек.
5 апреля 2016 года у «Рамблера» появился новый логотип — «/» (косая черта). По утверждению сотрудников компании, это символизирует, что «Рамблер» стоял у истоков Рунета и всегда был связан с интернетом и технологиями.

## История

### Компания «Стек» (1991—1996)
В 1991 году в городе Пущино под руководством сотрудника микробиологического института Сергея Лысакова была основана телекоммуникационная «Компания Стек» (Stack). В компании работали ещё четверо его коллег — Дмитрий Крюков, Виктор Воронков, Владимир Самойлов, Юрий Ершов.
Среди первых проектов компании была прокладка IP-канала из Пущина к компьютерной сети Курчатовского института атомной энергии. Это был первый подключённый к сети Интернет канал в России, выходящий за пределы столицы. Впоследствии компания запустила собственные ftp-, mail- и www-серверы. В 1995 году «Компания Стек» запустила один из первых в стране веб-сайтов.

Скриншот «Рамблера» за 27 марта 1997 года

С целью предоставить учёным качественную информацию компания «Стек» создавала бесплатную сеть с десятками тысяч документов. Это стало важным подспорьем в начале 1990-х годов, когда в связи с распадом Советского Союза перестали присылать из-за границы научные журналы. В 1994 году команда «Компании Стек» приняла решение создать поисковую систему.

### «Рамблер»
Решение создать свою собственную поисковую машину было принято ввиду того, что зарубежные поисковики часто плохо воспринимали кириллицу и интернет-страницы с несколькими кодировками, также невысока была глубина индексирования страниц Рунета. Ядро поисковика было написано за несколько месяцев 1996 года Дмитрием Крюковым. Он же дал ему название Rambler (в переводе с англ. — «странник», «бродяга», «праздношатающийся человек») — намёк на поискового робота, «бродящего» по сети. Авторству Крюкова принадлежал логотип «Рамблера». Работа по созданию поисковика финансировалась за счёт внутренних ресурсов компании «Стек» и была чрезвычайно трудоёмкой:
Ох, я никому не пожелаю, если кто-нибудь захочет создать нечто подобное, я скажу: трижды-четырежды задумайтесь, прежде чем делать. Во-первых, дело действительно очень трудоемкое. Я работаю с 10 утра и до двух-трёх. Сейчас уже легче, но нужно отдавать себе отчёт, что написанием дело не кончается...
Из интервью журналу «Планета Интернет», октябрь 1997 г.Дмитрий Крюков
26 сентября 1996 года был зарегистрирован домен rambler.ru. 8 октября, в день своего рождения, Крюков выложил Rambler в Интернет. На начальном этапе было проиндексировано 100 тыс. документов. Это был важный шаг компании на тот момент, поскольку число интернет-ресурсов рунета на тот момент достигало лишь 30—50 сайтов.
| Популярность интернет-ресурсов рунета (1999, 3 кв.) | Популярность интернет-ресурсов рунета (1999, 3 кв.) | Популярность интернет-ресурсов рунета (1999, 3 кв.) | Популярность интернет-ресурсов рунета (1999, 3 кв.) | Популярность интернет-ресурсов рунета (1999, 3 кв.) |
|                                                     |                                                     |                                                     |                                                     | %                                                   |
| --------------------------------------------------- | --------------------------------------------------- | --------------------------------------------------- | --------------------------------------------------- | --------------------------------------------------- |
| 1. Рамблер                                          |                                                     |                                                     | 24.3 %                                              |                                                     |
| 2. Altavista                                        |                                                     |                                                     | 16.2 %                                              |                                                     |
| 3. Anekdot.ru                                       |                                                     |                                                     | 15.1 %                                              |                                                     |
| 4. Яндекс                                           |                                                     |                                                     | 14.5 %                                              |                                                     |
| 5. Yahoo!                                           |                                                     |                                                     | 13.6 %                                              |                                                     |
| 6. Freeware.ru                                      |                                                     |                                                     | 13.0 %                                              |                                                     |
| 7. Mail.ru                                          |                                                     |                                                     | 10.2 %                                              |                                                     |
| ... 10. Aport.ru                                    |                                                     |                                                     | 8.2 %                                               |                                                     |
| Источник исходных данных (копия).                   |                                                     |                                                     |                                                     |                                                     |

В первый год своего существования «Рамблер» стал лидером рынка. «Рамблер» не был первой поисковой машиной российского сегмента сети — ещё в декабре 1995 появилась «Альтависта», в феврале 1996 анонсирован «Апорт».
В 1997 году вышел счётчик Rambler Top100, первый рейтинг-классификатор в российском интернете. Счётчик позволял определить посещаемость веб-страниц, относительную популярность ресурса среди прочих в Рунете, оценить возможный трафик для рекламодателей.
В 1999 году www.rambler.ru был признан лучшим веб-сайтом, созданным российской компанией по версии Международного Компьютерного Клуба (МКК).
Растущая популярность сервиса побудила открыть московское представительство, размещавшееся одно время в номере гостиницы «Орлёнок».

### Медиапортал
В начале 1999 года контрольный пакет акций (53 %) «Рамблера» был продан «Стеком» инвестиционным компаниям «Русские фонды» и Orion Capital Advisors. Появившемуся таким образом консорциуму 26 января 2000 года перешло право собственности на торговые марки «Рамблер», Top100, iXBT. 27 июня 2000 года была зарегистрирована компания «Рамблер Интернет Холдинг». По воспоминаниям свидетелей событий, этот шаг для «Рамблера» стал роковым. В результате, основатели компании перешли на второй план, а руководство было отдано на откуп далёким от индустрии людям. Компанию стали преследовать частая смена руководства и команды, потеря стратегии.
В конце 2000 года между создателями Rambler и инвесторами произошёл конфликт, закончившийся уходом первых (среди них был Дмитрий Крюков и Сергей Лысаков). С этих пор компания «Стек» и созданный ею поисковик жили отдельной жизнью. Пакет акций основатели продали фирме FMCG (First Mercantile Capital Group). По воспоминаниям Антона Носика, работавшего в то время президентом «Рамблера»:
«Рамблер», к сожалению, отдал контроль биржевым спекулянтам, ничего не смыслящим в интернете, и они бросились рулить порталом, создавать новые сервисы, задавать направление развития с высоты своего невежества
С этих пор «Рамблер» стал превращаться в крупный веб-портал, ориентируясь в том числе и на американский Yahoo!. Однако технологическую гонку конкурентам он стал проигрывать.

#### 2000 год
К этому времени поисковая система устарела. Дело в том, что вплоть до конца 1999 года поддержку поисковика осуществлял лишь один человек — Дмитрий Крюков. Отсутствовали поиск по числам, морфология, привязка к каталогу, что невыгодно отличало продукт от местных конкурентов — «Яндекса» и «Апорта».
Поэтому с лета по декабрь 2000 года шла разработка нового поискового ядра, представленного на Российском интернет-форуме в следующем году.
- Rambler.ru — интернет-портал
- NetValue.ru — интернет-инкубатор, помогающий выйти на рынок перспективным ресурсам рунета
- The Daily Telefrag — сайт о компьютерных играх
- Doktor.ru — медицинский проект
- Mama.ru — портал для родителей.
- Lenta.ru — новостной сервис
- НаКарте.ru — картографический сервис

В 2000 году «Рамблер» всё ещё оставался самым популярным поисковиком рунета. По данным на лето 2000 года, на проект приходилось 47,4 % интернет-аудитории.
В августе 2000 года появилась электронная почта (Mail.Rambler.ru), работавшая с 23 июня в тестовом режиме. В этом году также появились такие сервисы: информационно-юридический ресурс «Рамблер-Право», «Словари» (электронные версии словарей), «Рамблер-Карьера» (сервис поиска работы), FreeNet (сервис бесплатного доступа в Интернет), «Фоторепортаж» и «Карты на Рамблере». В ноябре появился поиск по российским ftp-серверам.
В сентябре дизайн и структура сайта подверглись существенному обновлению с учётом концепции «горизонтального портала».
Были запущены зарубежные проекты для Германии и Болгарии. Немецкий проект (www.rambler.de) имел поиск и систему рейтингования и создан был для русскоязычных жителей Германии (около 3 млн чел.), с контентом на русском языке. Проект «Рамблер-Болгария» (www.rambler.bg), открытый 9 октября 2000 года, напротив, был нацелен исключительно на местную тематику, с интерфейсом, контентом и счётчиком на болгарском языке и индексацией болгарских ресурсов. Болгарская версия создавалась с целью обкатки вероятного массового клонирования Рамблера за границей; за 12 дней до открытия портала в Болгарию прибыло руководство Рамблера в составе Дмитрия Крюкова, Олега Бартунова, Ивана Панченко и Евгения Родичева.
В целом на конец 2000 года «Рамблер» оставался самым популярным сайтом и интернет-брендом России.

##### Что? Где? Когда?
Компания участвовала в 10 играх «Что? Где? Когда?» 2000 года с целью рекламы бренда после отказа от прямых рекламных кампаний весной того же года. По словам руководителя управления маркетинга Rambler Михаила Ханова, выбор этой программы, выходившей в прямом эфире, стал идеальным вариантом для рекламы Интернет-бренда. Ханов и председатель совета директоров «Русские фонды» Сергей Васильев провели переговоры с продюсером программы и одним из капитанов команд знатоков Андреем Козловым, а затем встретились с ведущим и художественным руководителем программы Владимиром Ворошиловым, для которого провели даже чат с фанатами телепередачи. Ворошилов одобрил идею, отметив её инновационность, и Rambler вместе с Козловым занялись её реализацией.
С 27 августа наряду со знатоками и телезрителями в играх стала участвовать команда пользователей Интернета (или просто команда Интернета). Для участия было необходимо только зарегистрироваться на сайте «Рамблера» (igra.rambler.ru — сегодня это перенаправление на игровой сервис «Рамблера»); из зарегистрированных компьютер случайным образом выбирал тысячу человек. Вопрос задавался одновременно знатокам и команде «Рамблера», и через минуту портал выдавал наиболее часто встречающийся ответ пользователей. На этих играх работало трёхзначное табло, отображавшее счёт в формате «Знатоки» — «Телезрители» — «Интернет», а разработчики не только сортировали ответы по частотности, но и даже сумели внедрить фильтр, удалявший любые ответы с содержанием мата. Разработчики из Rambler работали в помещении за гонгом, откуда во время игры выносились реквизит и чёрные ящики.
Участие в играх знатоков было чрезвычайно успешным рекламным ходом и привело к всплеску посещаемости и увеличению числа регистраций. Вот как описывает происходившее Игорь Ашманов:
По первоначальной идее, Портал должен был в этой игре предстать этаким Мировым разумом, соединённым интеллектом миллионов, ещё одним участником, который угадывает ответы чуть ли не лучше живых участников-эрудитов. Это была хорошая идея и, пожалуй, наиболее удачный маркетинговый проект Портала.
Игорь Ашманов, Жизнь внутри пузыря
Во время серии игр Rambler столкнулся с рядом технических проблем, которые пришлось оперативно решать. В августе 2000 года произошёл пожар на Останкинской башне, что поставило под угрозу выход передачи на НТВ в принципе, однако спустя месяц серию всё же показали на НТВ. Из-за неустойчивой связи антенну ретранслятора пришлось поставить непосредственно рядом у дома в Нескучном. Однако самая серьёзная проблема произошла в сентябре во время третьей игры: в какой-то момент на экране монитора, где транслировались ответы на вопросы и выводилась разная служебная информация, возникла надпись «Соединение разорвано». Ханов был сильно напуган случившимся, опасаясь, что это может даже нанести непоправимый ущерб репутации Rambler. Ворошилов требовал от него немедленно выяснить причины разрыва соединения, даже угрожая засчитать команде Интернета поражение. В итоге соединение удалось оперативно восстановить: всё это время оператор следил за Хановым. Во время музыкальной паузы Андрей Козлов заявил Михаилу Ханову, что компании невероятно «повезло», поскольку аудиторию телеканалов интересуют постоянно катастрофы и скандалы, а случившееся с Rambler обязательно станет темой многих телепередач. Как позже рассказывал Ханов, утром в Москве случившееся на съёмках программы обсуждали даже старушки, сидевшие у подъезда.

#### 2001 год
В январе 2001 года началось бета-тестирование нового поискового ядра Rambler 2.0. При его разработке были учтены недочёты предыдущей версии, в частности, появились поиск по числам, по словоформам, машина научилась определять координаты слов (расстояние слов друг от друга), поисковая выдача стала коррелировать с каталогом и теперь представлялась в виде поиска по документам, а не по сайтам. В феврале был запущен поиск по новостям. В июле в результатах поиска стали выдавать список ассоциативных запросов («У нас также ищут»).

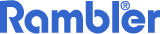
2-й логотип портала

Однако, несмотря на запуск «Рамблером» новой версии поисковой машины, в 2001 году лидерство в Рунете перехватил «Яндекс»; «Апорт» стал выбывать из поисковой гонки. Весной 2001 года ходили слухи о возможном объединении «Рамблера» и «Яндекса». По словам Антона Носика, тогда генерального директора «Рамблера», «Мы рассматриваем перспективу объединения, и очень серьёзно». Также в мае 2001 года стали появляться слухи о том, что компания Rambler якобы планирует отказаться от своего поисковика и арендовать поисковик американской компании Гугл. Впоследствии и те и другие слухи были опровергнуты.
Среди запущенных проектов:
- BiG20 — индекс, отражающий активность обращений пользователей к топ-20 сайтам рунета[46].
- Atlastrade.nakarte.ru — интерактивная карта предприятий торговли и сферы услуг Москвы[47].
- RUметрика (rumetrica.rambler.ru) — сервис глобальной статистики[48].
- «Антивирус на Рамблере» — возможность онлайновой проверки файлов с помощью Антивируса Касперского[49].
- «Рамблер-Покупки» — поиск товаров по крупнейшим онлайн-магазинам[50].
- «Рамблер-Домены» — сервис для получения информации об интересующих интернет-доменах, с возможностью проделать предварительную регистрацию[51].
- «Люди Года» — голосование за самого популярного человека в рунете[52].

В конце 2001 — начале 2002 закрылись болгарское (имело 15 тысяч пользователей) и немецкое подразделения «Рамблера».
Летом 2001 года группа «Русские Фонды» + Orion Capital отошла от управления; на их место стала FMCG (First Mercantile Capital Group).

#### 2002 год
Рынок поиска России на 2002 год
 Яндекс (54,37 %) Рамблер (35,49 %) Aport (8,75 %) Другие (1,39 %)
В начале 2002 года компания переехала из Научного парка МГУ в производственные помещения завода «Динамо», в так называемую «Силиконовую слободу».
Был модернизирован серверный парк, что позволило существенно усовершенствовать систему поиска. Был внедрён новый поисковый алгоритм, коэффициент популярности страницы, изменилась система индексирования, был улучшен поисковый робот.
Запущены проекты Ferra (совместный портал «Рамблера» и «Компьютерры»), туристический сервис «Рамблер-Путешествия», «Hosted поиск» (система поиска по ресурсам компании Mail.ru).

#### 2003 год
В 2003 году «Рамблер» по-прежнему является одним из самых популярных брендов и самых посещаемых и популярных сайтов, намного опережая Mail.Ru и уступая лишь «Яндексу».
1 января 2003 года компания запустила собственный телеканал познавательно-развлекательной ориентации «Rambler Телесеть». В проект вложено 46 млн долларов в расчёте на пять лет.
В июне началось полное обновление поисковой машины. Увеличилась скорость поиска, частота индексации, система научилась распознавать специальные символы. Началась индексация страниц с флэш-объектами. Была также запущена упрощённая версия поиска (r0.ru).
Были запущены: «Рамблер-Недвижимость», Radio Rambler и Аудиодайджест (позволяет прослушивать материалы крупнейших радиостанций мира), поиск по архивам почтовых рассылок ОС FreeBSD. Претерпел обновление дизайн портала.
Осенью, к своему дню рождения (26 сентября), «Рамблер» подготовил список самых популярных сайтов «Top100: Лучшие из лучших». К дате был приурочен и музыкальный фестиваль Rambler Future Music Fest в Санкт-Петербурге.

#### 2004 год
Учреждена Rambler Media Group (RMG).
В 2004 году открылся интерактивный видеохостинг Rambler Vision, появились сервисы «Рамблер Рассылки» и «Rambler-объявления» (в том числе и знакомства), обновились почта и Top100
Появился сервис Мобильный Rambler — первый в России полноценный портал для мобильных телефонов.
Проекты Rambler Vision и Мобильный Rambler завоевали награду Национальной премии российского интернета в номинации «Инновации интернета». Также премию получила и сама компания в категории «Бесплатный сервис Рунета».

#### 2005 год
Компания приобретает 25 % службы контекстной рекламы «Бегун».
Согласно исследованию фирмы Артон Консалтинг, поисковая система «Рамблер» имеет самую качественную аудиторию в рунете, самую большую глубину просмотра и уверенно занимает второе место после Яндекса, значительно опережая прочих конкурентов.
Был обновлён дизайн портала. Открыты блоговый сервис «Рамблер-Планета» (интегрированный с другими сервисами компании — Фото, Vision и Группы) и онлайн-гипермаркет «Рамблер Магазин». В сентябре стало известно, что «Рамблер» становится эксклюзивным распространителем ICQ в России. Был открыт сервис Rambler-ICQ — русифицированная версия пятого поколения ICQ с дополнительными сервисами — Ай-пи телефония, радио и видеозвонки.
Летом 2005 года компания «Рамблер» первой среди российских интернет-компаний провела первичное размещение акций (IPO) на альтернативной площадке Лондонской фондовой биржи. Компании удалось привлечь 40 млн долларов, а стоимость «Рамблера» в целом была оценена в $153,5 млн. Вырученные деньги пойдут на приобретение компаний в области мультимедиа, коммуникаций, электронной торговли и развлечений.

#### 2006 год
Появились сервисы «Рамблер ФИФА 2006», «Rambler-New York» (проект о жизни русскоязычных американцев), голосовой портал Рамблер-IVR. У почты появился новый интерфейс.
Компании Rambler Media удалось приобрести: 51 % акций Price Express (что дало контроль над Price.ru, Domoteka.Ru и Tyndex.Ru.), 26 % акций Chess Planet, 51 % Damochka.ru и 51 % сервиса обмена баннерами BannerBank. Была приобретена также поисковая технология у фирмы Fast Search & Transfer. 30 октября 48,8 % акций Rambler Media были выкуплены холдингом «ПрофМедиа».
Телекомпания «Rambler Телесеть» в октябре 2006 года была также продана компании «ПрофМедиа».
Осенью 2006 года компания отметила 10-летие со дня создания поисковика. На торжественной пресс-конференции были озвучены концепция портала и стратегия дальнейшего развития на 10 лет вперёд.

#### 2007 год
В феврале 2007 года вышел учебник «Интернет — это просто», написанный Леонидом Кагановым и Алексом Янгом по заказу Rambler.
Открыты: интегрированный с почтой сервис поиска людей, «Рамблер-Финансы», сервис печати и доставки фотографий через интернет. Обновились мобильный портал, «Рамблер-Недвижимость», Top100 и «Рамблер-Игры». Поисковая система испытала обновления в августе и сентябре, что заставило некоторых экспертов говорить, что «Рамблер» снова завоевывает рынок".
Сменилось руководство компании. Перестановки произведены новым владельцем компании — «ПрофМедиа», купившим «Рамблер» в октябре 2006 года. В результате генеральным директором компаний «Рамблер Интернет Холдинг» и «Рамблер Медиа» стал Марк Опзумер, работавший с управляющим директором и вице-президентом европейского офиса Yahoo! с июля 2001 по декабрь 2003.
10 июня 2007 года холдинг «ПрофМедиа» принял решение о прекращении вещания познавательного телеканала Rambler Телесеть Команда телеканала ушла в проект «2x2», также принадлежащий «ПрофМедиа». Несмотря на прекращение вещания, компания ООО «ТВК „Рамблер“» не была закрыта.
Летом 2007 года «Рамблер» увеличил свою долю в сервисе контекстной рекламы Бегун до 50,1 % акций.
По данным на апрель 2007 года, капитализация компании «Рамблер Медиа» достигла $840 млн.

#### 2008 год
В начале февраля «Рамблер» заявил о реализации новой стратегии. В результате её осуществления портал подвергся существенному обновлению в стиле «газетной верстки» с большим количеством новостных блоков и иллюстраций. Вышла новая версия поиска с так называемым структурированным поиском, где «результаты поиска по релевантным вертикалям: ссылки на обзоры (как в прессе, так и в блогах), цены, статьи из „Википедии“ и новости». Общие затраты на разработку нового поискового механизма составили 25 млн долл за несколько лет.
Запущен проект «Рамблер-Кинозал» — сайт бесплатного лицензионного видео с рекламой, созданный в партнёрстве со «Стармедиа», ТНТ, музыкальной библиотекой «Craze» и другими. В момент запуска на сайте было 750 часов видео, в основном российские сериалы, реалити-шоу, музыка и телепрограммы. В июле стало известно о запуске проекта «Рамблер-Друзья», который собирает в единую ленту и позволяет следить за обновлениями друзей в социальных сетях. Вышел поисковый сервис для «Бегуна».
Google заявил о заключении соглашения с «Рамблером», согласно которому американская компания будет поставлять поиск на главной странице российского портала. В результате Россия лишилась бы своей старейшей поисковой технологии, а основным и единственным конкурентом Яндекса на поисковом рынке стал бы Google. Также летом 2008 года просочилась информация о покупке американским гигантом «Бегуна» за $140 млн. Однако впоследствии сделку заблокировала Антимонопольная служба России.
2 апреля «Рамблер» продал 51 % акций рекламного интернет-агентства Index20 компании «Видео Интернешнл».

#### 2009 год
В 2009 году новостные проекты портала получают Премию Рунета в номинации «Культура и массовые коммуникации».
Появились:
- «Мой Рамблер» — конструктор виджетов[101];
- новая версия сайта для мобильных телефонов[110];
- новая версия почты[101];
- Virtus — коммуникационный сервис[101];

Количество посетителей достигло 38,6 млн чел.
14 апреля 2009 года умер Дмитрий Крюков, создатель поисковой системы «Рамблер» и рейтинга Top100.
Осенью холдинг «ПрофМедиа» довёл свою долю в Rambler Media до 88 %.
Акции «Рамблер Медиа» 21 декабря перестали торговаться на альтернативной площадке Лондонской фондовой биржи по решению акционеров компании

#### 2010 год

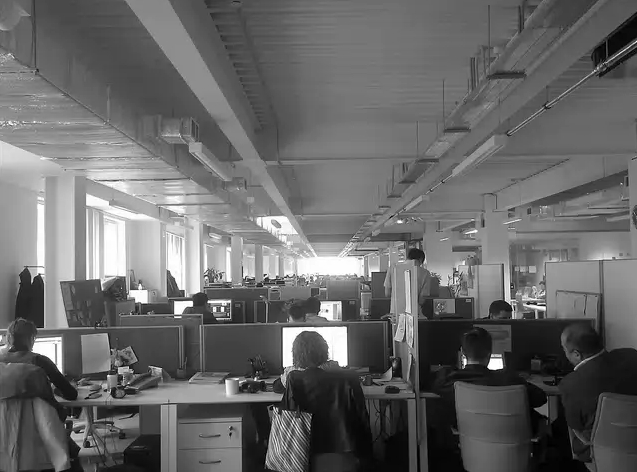
В офисе «Рамблера» (вечер 30 апреля 2010 года)

Был обновлён картографический сервис. Расширено количество почтовых доменов: теперь наряду с rambler.ru пользователи могут выбрать один из адресов lenta.ru, myrambler.ru, autorambler.ru, ro.ru, r0.ru. Появилась возможность оплаты платных сервисов портала карточками.
«Рамблер Медиа» был полностью выкуплен холдингом Владимира Потанина «ПрофМедиа». Летом стало известно об объединении «Рамблер» и ИД «Афиша» в рамках холдинга «ПрофМедиа».

#### 2011 год
«Рамблер» заключил соглашение с «Яндексом» об использовании его поисковой системы и подключении к РСЯ — «Рекламной сети Яндекса». Причём в поисковой выдаче будут показываться объявления как «Яндекс.Директа», так и «Бегуна».
Вышел веб-браузер «Нихром», созданный на базе «Chromium». Запущены службы «Рамблер-Контакты», «Рамблер-Авиа».
Сервис «Рамблер-Карты» получил самую подробную детализацию по сравнению с конкурентами (Яндекс, Google).
16 июня «Рамблер-Афиша» основала фонд для поддержки стартапов. Также объединённая компания приобрела игровую сеть Kanobu.

#### 2012 год
Портал подвергся тотальному обновлению, изменились как интерфейс, так и задачи сервиса. Теперь главная страница «Рамблера» (название портала было изменено на кириллическое) нацелена на предоставление посетителям персонализированных новостей. Система анализирует cookies и активность каждого пользователя на сайтах, где есть реклама Бегун или кнопка Rambler Top100, а также на дочерних проектах «Рамблер-Афиши» (например, Лента.ру и др.). На основе этих данных система рисует каждому пользователю индивидуальную картину дня, подходящую под его вкусы и предпочтения.
Было запущено новое технологическое решение, дающее возможность определить пол и возраст пользователя по его поведению.
Также, в 2012 году, «Рамблер» довёл свою долю в сервисе «Бегун» до 100 %. Теперь в планах компании консолидировать Бегуна, Price.ru и другие сервисы электронной торговли.

#### 2013 год
Закрыты сервисы «Рамблер-Карты» и «Словари». Расширена функциональность главной страницы. Добавлены тематические главные страницы.
В марте 2013 года стало известно о слиянии объединённой компании «Рамблер-Афиша» и SUP Media и грядущей смене руководства.
Обновился сервис погоды. Основной контент для главной страницы «Рамблера» берётся у официальных информационных партнёров: крупных новостных сайтов и ведущих интернет-журналов. По состоянию на начало 2013 года, «Рамблер» генерирует 1,134 млн переходов пользователей на российские СМИ.

#### 2014 год
У «Рамблера» появился главный редактор; должность занял Сергей Яковлев. Также он стал руководителем проекта «Рамблер-Новости».
У сервисов «Рамблер. Касса» и «Рамблер. Знакомства» появились мобильные приложения.
«Рамблер» запускает проект выходного дня. «Субботний Рамблер» становится проектом-советчиком, который подсказывает, куда пойти, что посмотреть, как удачно провести выходные и многое другое. Проект возглавляет Екатерина Сурина. Вскоре у «Субботнего Рамблера» появляется мобильная версия. Запускается также «Рамблер. Видео», который возглавляет Ольга Трушкова.

#### 2015 год
Глобально перезапускается проект «Рамблер-Недвижимость». «Рамблер-Недвижимость» из медийно-рекламной площадки становится современным удобным каталогом объектов недвижимости и сервисом как для конечных покупателей, продавцов, арендаторов и арендодателей, так и для профессиональных участников рынка. 3 сентября запускается программа бесплатного обучения агентов и специалистов рынка недвижимости в рамках проекта «Национальный рейтинг агента». Также «Рамблер-Недвижимость» приобретает биржу недвижимости «АгентОН», которая позволит создать площадку для быстрого заключения сделок по сдаче-съёму и покупке-продаже жилья.
Портал Rambler.ru возглавила Марина Россинская.
Перезапускаются Price.ru, «Рамблер. Путешествия», создается медийно-сервисный ресурс «Рамблер. Семья».
«Рамблер. Новости» обновил главную страницу. Главные события теперь формируют не только модераторы, но и сами читатели.
У «Рамблер. Почты» появляется мобильное приложение для iOS и Android. С 1 сентября 2017 года при покупке билетов в кинотеатры «Синема Парк» и «Формула кино» в интернете билетный оператор «Рамблер. Касса» стал брать сервисный сбор 10 %. Комиссия взимается при покупке через сайты кинотеатров и сторонние площадки, включая сайты «Афиша» (входит в Rambler&Co), «КиноПоиск» и «Яндекс. Афиша» (принадлежат «Яндексу») и др. Билеты без наценки можно купить только в самих кинотеатрах. Их представитель Александра Артамонова сообщила «Ъ», что наценка введена не объединённой сетью «Синема Парка» и «Формулы кино», а «Рамблер. Кассой». Политика взимания комиссии с потребителя привела Рамблер. Кассу к закономерным конфликтам с крупнейшими киностудиями, которые не позволили осуществлять показ отдельных голливудских блокбастеров.

#### 2017 год
Rambler представил собственную дизайн-систему Ratio, которая позволила упорядочить визуальный стиль более 20 брендов компании. Процессу предшествовал ребрендинг, прошедший 2016 году.

#### 2018 год
Компания продала маркетплейс Price.ru холдингу S8 Capital. В конце марта Rambler приобрел по безденежной сделке один из крупнейших российских онлайн-кинотеатров Okko и принял решение переименовать объединённую сеть кинотеатров «Синема Парк» и «Формула Кино» в Okko.
В мае компания Mail.Ru Group купила у Rambler&Co сайт объявлений о продаже автомобилей Am.ru. Сервис был приобретён для интегрирации с сервисом частных объявлением «Юла».

#### 2019 год
В марте 2019 года Rambler Group перезапустила первый кинотеатр под брендом Okko. Кинотеатр «Формулы кино» в ТЦ «Афимолл Сити» был переименован в «Кино Okko Афимолл Сити». Компания подтвердила, что переход на единый бренд Okko остается ключевой задачей объединения в единую сеть «Синема парка», «Формулы кино» и онлайн-кинотеатра Okko.
В середине декабря 2019 года стало известно об уголовном деле против компании Nginx, которое связано со спором об исключительных правах на программный код веб-сервера Nginx. Автор Nginx некоторое время работал в компании Rambler системным администратором, в то же время занимаясь созданием кода для своего персонального бесплатного продукта. Данный конфликт между компаниями иногда якобы именуется в СМИ «скандалом». Глава совета директоров Рамблера указал, что право на проведение данного кейса было передано Рамблером иной компании около 2015 года, и сообщил о созыве внеочередного совета директоров.

#### 2020 год
Сбербанк России стал единственным владельцем Rambler, выкупив у Александра Мамута долю в размере 45 % холдинга. Теперь Сбербанк полностью контролирует Rambler.

## Сервисы и инструменты
«Рамблер» содержит ряд сервисов и инструментов:
- «Рамблер/поиск» — поиск по Интернету. С 2011 года используется технология «Яндекс»[161].
- «Рамблер/почта» — бесплатный почтовый сервис для работы с письмами[162].
- «Рамблер/погода» — прогноз погоды в 197 странах мира. Сервис умеет сравнивать погоду с предыдущим днем и пишет, потеплело или похолодало на улице[163].
- «Рамблер/новости» — подборка новостей страны и мира[164].
- «Рамблер/финансы» — новости экономики и финансов, аналитика, анализы и прогнозы экономических событий[165].
- «Рамблер/топ-100» — рейтинг-классификатор русскоязычного интернета. Тематический каталог популярных ресурсов и аналитический инструмент для владельцев сайтов[161].
- «Рамблер/софт» — браузер, панель инструментов для браузера и приложения «Рамблера» для мобильных устройств. Приложение «Рамблер/почта» вошло в список лучших приложений App Store в 2015 году[162].
- Авторамблер — автомобильные новости, изменения в законодательстве, новинки авторынка, тест-драйвы, каталог автомобилей и список официальных дилеров[166].
- Рамблер/радио — популярные радиостанции в прямом эфире.
- Рамблер/видео — сайт с подборкой видероликов: новости, клипы, фильмы, трейлеры, лекции, видео про науку, блоги, обзоры и многое другое[167]. Формирует «Картину дня» — актуальные видеоролики, которые регулярно обновляются в течение суток. Есть подробная телепрограмма.
- Рамблер/гороскопы — сайт об астрологии для любителей предсказаний. Астрологические прогнозы на каждый день, месяц и год, лунный календарь, китайский и зодиакальный гороскопы, сонник, статьи, гадания и тесты. Есть мобильное приложение[168].
- Рамблер/семья — ответы на вопросы о семье и детях[169].
- Рамблер/субботний — агрегатор развлекательного контента по разным тематикам[136].
- Рамблер/недвижимость — сервис, позволяющий размещать и искать объявления о продаже и аренде объектов недвижимости по всей России[170].
- Рамблер/путешествия — сервис подбора туров по самым популярным направлениям[171].
- Рамблер/касса — онлайн-сервис, где можно купить билеты в кино, театры, на концерты и спортивные мероприятия в Москве, Санкт-Петербурге и ещё 90 городах России. Есть электронные билеты, которые не нужно распечатывать[172].
- Рамблер/знакомства — партнёрский продукт Рамблера. Место знакомств и общения для пользователей из разных стран и городов.
- Рамблер/ассистент — панель инструментов для браузеров Firefox, Internet Explorer, Chrome и Рамблер/браузер с сервисами Рамблера[173].
- Рамблер/браузер — браузер с сервисами Рамблера[174].
- Рамблер/лайки — бесплатный сервис для создания кнопок социальных сетей для сайтов[175].

## О компании

### Собственники
В период 1996—1999 годов поисковик «Рамблер» целиком принадлежал его создателям — «Компания Стек». 27 июня 2000 года была зарегистрирована компания «Рамблер Интернет Холдинг», состоящая из команды «Компании Стек» и инвесторов «Русские Фонды» и Orion Capital Advisors. В конце 2000 года команда технических специалистов «Стека» покинула компанию, а затем и продала все акции компании FMCG (First Mercantile Capital Group). В 2003—2004 годах FMCG выкупила остаток акций у «Русских Фондов» и Orion Capital Advisors. В 2004 году учреждена компания Rambler Media Group (RMG).
В октябре 2006 года контрольный пакет Rambler Media Group (около 48,8 % акций) был выкуплен холдингом «ПрофМедиа» Владимира Потанина ориентировочно за 230 млн долл. В 2010 году «ПрофМедиа» довёл свою долю до 100 %. В том же году стало известно о создании объединённой компании «Рамблер-Афиша».
В 2010 году в рамках холдинга «ПрофМедиа» была создана объединённая компания «Рамблер-Афиша». Среди активов «Рамблер-Афиши» — сервис контекстной рекламы «Бегун», новостной портал Lenta.ru, проект Ferra.ru (создан при поддержке «Компьютерры»), игровая соцсеть Kanobu.ru и другие.
В марте 2013 года произошло ещё одно слияние — инвестиционная группа A&NN Александра Мамута и холдинг «Интеррос» Владимира Потанина объявили о слиянии своих активов — «Рамблер-Афиши» и «СУП Медиа». 15 апреля 2014 года холдинг «Афиша-Рамблер-СУП» сменил название на «Rambler&Co».
В апреле 2019 года стало известно о приобретении Сбербанком 46,5 % в холдинге за 11 миллиардов рублей.
В июле 2020 года «Сбер» увеличил свою долю в капитале группы до 55 %, а 29 октября объявил о консолидации 100 % «Рамблера».
В октябре 2020 года Rambler Group стал полностью принадлежать компании «Сбер».

### Руководство
В мае 2013 года генеральным директором объединённой компании «Рамблер-Афиша-SUP» является Пётр Захаров, бывший топ-менеджер Apple.
В апреле 2014 года объединённую компанию Rambler&Co возглавил Александр Мамут.

## Образ в культуре
О своём опыте работы в компании в 1999—2000 годы Игорь Ашманов написал книгу «Жизнь внутри пузыря».